# Fauna van de Andes
De Andes is de grootste bergketen van Zuid-Amerika en het herbergt een aanzienlijke hoeveel diersoorten. Dit komt omdat de Andes zo divers is aan biotopen. Er zijn zoutmeren, moerasbossen en droge hoogvlaktes. Diverse dieren en planten voelen er zich thuis. Er zijn in de Andes bijna 1000 soorten amfibieën te vinden waarvan wel 2/3 nergens anders voorkomt. Daarom is deze bergketen een heel unieke en belangrijke plek voor amfibieën. Naast amfibieën komen er ook zo'n 600 soorten zoogdieren, 1700 soorten vogels, 400 soorten vissen en wel meer dan 600 soorten reptielen voor in het gebergte. 

## Zoogdieren
De iconen van de Andes zullen waarschijnlijk wel de vicuña en de guanaco zijn, 2 soorten wilde lama's die leven op de hoogvlaktes van de Andes. Ook poema's leven in de Andes, dankzij hun grote spring- en klimcapaciteit voelen ze zich perfect thuis in deze woeste bergen. Nog een echt bergdier is de chinchilla die met zijn lange vacht beschermd is tegen de koude die de Andes kan brengen. De Chileense huemul is een hert dat ook foerageert tussen in de hooglanden van de Andes. Naast deze grotere dieren komen er ook cavia's en vosachtigen voor zoals de Darwins vos, bergkatten, colocolokatten en verschillende chinchillaratten.
In de natte bossen in de uitlopers van de Andes zijn bergtapirs, brilberen en de ernstig bedreigende geelstaartwolapen terug te vinden.

## Vogels
De Andes is heel rijk aan vogels; er komen meer dan 1700 soorten voor. De grootste is de andescondor, een gierensoort die rondzweeft op zoek naar kadavers van grote zoogdieren. Nog een grote vogelachtige kenmerkend voor de Andes is de flamingo. Er komen 2 soorten voor: de andesflamingo en de James' flamingo, ze leven in de zoutmeren van de hooglanden en eten er de microscopische algen. In de winter trekken de dieren naar warmwatermeren die veelvuldig terug te vinden zijn in de Andes. Ook Andesganzen leven aan deze meren net als verschillende eendensoorten zoals de bergbeekeend en andere watervogels zoals de reuzenkoet, andeskluut, titicacafuut, puna-fuut en de diadeemplevier. Darwins nandoes komen ook voor op de hoogvlaktes, verder vinden we er ook vogels als de andesgrondspecht, holengravers, tinamoes en zangvogels van het geslacht Diuca en Phrygilus.
In de beboste uitlopers van de Andes leven verschillende soorten kolibries en andere spectaculaire vogels zoals het geslacht van bergtoekans en de quetzal, een vogel met een belangrijke culturele waarde bij de oude volkeren van Zuid-Amerika. Nog een kleurrijke vogel is de rode rotshaan. Naast deze soorten komen er ook verschillende zangvogels voor van de geslachten van winterkoningen, tapaculo's, en de grallariidae. Vele vogels zijn ernstig bedreigd en dreigen uit te sterven door verlies aan hun leefgebied. Enkele voorbeelden zijn de witbrauwmeesstekelstaart en de koningswipstaart.

## Herpetofauna
De Andes is bijzonder rijk aan amfibieën, in de vele meren in de hooglanden leven vele soorten kikkers en padden zoals de titicacakikkers en verschillende soorten glaskikkers. Er zijn in de uitlopers ook wel salamanders te vinden zoals Bolitoglossa leandrae en Bolitoglossa altamazonica. Verder vindt men er verschillende soorten hagedissen en slangen zoals de andesmelkslang. 
Er worden nog elk jaar nieuwe soorten amfibieën en reptielen ontdekt in de Andes.

## Vissen
De meren en rivieren in het hooggebergte van de Andes zijn niet bijzonder rijk aan vissoorten. Er komen in de grotere meren wel vissen voor van het geslacht Orestias voor en sommige soorten meervallen van de geslachten Astroblepus en Trichomycterus.

## Ongewervelden
De Andes is heel rijk aan insecten, zo komen er bijvoorbeeld verschillende soorten vlinders voor die veelal endemisch zijn voor dit gebergte. Ook de kreeftachtigen in de meren zijn talrijk en belangrijk voor de Andes, zo vormen ze naast de algen een belangrijke voedselbron voor de flamingo's en andere watervogels en vissen.